# Liste der Gesandten des Königreichs beider Sizilien in Preußen
Liste der Gesandten des Königreichs beider Sizilien in Preußen.

## Vorgeschichte
1767 wurden diplomatische Beziehungen zwischen dem Königreich Neapel und Preußen aufgenommen. Diese waren jedoch ab 1789 unterbrochen und wurden erst 1817 mit dem aus der Vereinigung der Königreiche Neapel und Sizilien entstandenen Königreich beider Sizilien wieder aufgenommen.

## Gesandte
- 1817–1821: Vincenzo Maria Grifeo di Partanna (1791–1846)
- 1821–1826: Longo Domenico Severino di Gagliati (1787–1860)
- 1827–1834: Paolo Ruffo di Bagnara[2] (1791–1865)
- 1834–1849: Emidio (di) Antonini (1787–1862)
- 1850–1851: Vincenzo Ramirez
- 1851–1857: Luigi Grifeo (1801–1860)
- 1857–1859: vakant
- 1859–1860: Antonio Francesco La Grua-Talamanca

1861: Proklamation des Königreichs Italien am 17. März; Schließung der Gesandtschaft